# María Silvia Correa Marín
María Silvia Micaela Correa Marín (San Miguel, 23 de octubre de 1929-7 de enero de 2024) fue una política demócratacristiana chilena. Fue diputada por la Séptima Agrupación Departamental, Santiago (Tercer Distrito), Región Metropolitana, entre 1965 y 1969. Ejerció también, como gobernadora de la provincia de Maipo, bajo el mandato del presidente Patricio Aylwin y luego embajadora de Chile en Honduras bajo la presidencia de Ricardo Lagos.

## Biografía

### Primeros años y familia
Nació en San Miguel, comuna de Santiago, el 23 de octubre de 1929. Hija de Hernán Correa Chadwick y María Luisa Marín Stuven.
Se casó con Víctor Lyon Navarrete y tuvo tres hijos: Silvia, Bárbara y Vicente.

### Estudios y vida laboral
Entre 1948 y 1949 trabajó en la Sociedad Constructora de Establecimientos Educacionales de Santiago. Ese mismo año, se integró al Consejo Regional del Colegio de Dentistas donde permaneció hasta 1952, fecha en que ingresó a la Fiscalía del Banco del Estado donde estuvo hasta 1965.

## Trayectoria política y pública
Inició sus actividades políticas al incorporarse al Partido Demócrata Cristiano (PDC).
En 1990 fue designada por el presidente Patricio Aylwin como Gobernadora de la provincia de Maipo. En este tiempo hizo los trámites correspondientes para lograr una extensión de terreno donde poder hacer un parque, hábitat que no tenía San Bernardo. Así logró los terrenos que actualmente ocupa el Parque Metropolitano Sur Cerros de Chena, dependiente del Ministerio de Vivienda y Urbanismo (Minvu), y con la cooperación de la Municipalidad de San Bernardo. Asimismo, gestionó la construcción del nuevo edificio de la Gobernación provincial.
El 1 de enero de 2003 el presidente Ricardo Lagos la nombró embajadora de Chile en Honduras, cargo que desempeñó durante tres años.
En el año 2010, se integró a las reuniones de la Ilustre Municipalidad de San Bernardo relacionadas con la mantención y desarrollo de la Corporación Parque Metropolitano Sur, Cerros de Chena, del Minvu. Actualmente dirige dicho parque.